# Empreinte carbone de l'électricité
 (octobre 2020).
Si vous disposez d'ouvrages ou d'articles de référence ou si vous connaissez des sites web de qualité traitant du thème abordé ici, merci de compléter l'article en donnant les références utiles à sa vérifiabilité et en les liant à la section « Notes et références ».
L'empreinte carbone de l'électricité est un mode d'évaluation de l'impact environnemental de l'utilisation d'électricité. Elle est variable selon les pays et les saisons en raison des divers modes de production choisis.

## Préambule
À l'instar des réseaux de chaleur, l’utilisation de l’électricité par le consommateur n’entraîne pas d’émission directe de gaz à effet de serre (GES) sur le lieu d’utilisation. En revanche, l’utilisation de combustibles pour produire l’électricité ainsi que pour la construction et l'entretien de ses réseaux de transport et de distribution sont à l'origine de l'émission de différents GES. Comme la consommation d’électricité est directement liée aux émissions de CO2, il est couramment admis de parler du contenu en CO2 de l’électricité.
Le sujet des émissions de CO2 liées à l’électricité fait cependant débat pour plusieurs raisons :
- le système de production électrique est complexe, mobilisant divers moyens de production pour répondre à la variabilité de la demande, au travers de mécanismes d’équilibre techniques et économiques de plus en plus sophistiqués ;
- le réseau électrique induit une mutualisation des moyens de production pour satisfaire la demande, si bien qu'il est impossible de rattacher un moyen de production particulier à un usage donné ;
- dans le cadre de la cogénération (qui améliore le coefficient d'énergie primaire de l'électricité), la production de chaleur est associée à la production d’électricité, ce qui pose le problème de l’imputation des émissions de CO2 à l’une ou à l’autre ;
- les moyens de production électrique sont divers ; de l'hydraulique de lac n’émettant pas d'émission directe de CO2, jusqu’aux centrales thermiques à charbon émettant plus de 900 gCO2eq par kilowatt-heure produit ;
- le mix de production est plus ou moins carboné selon les régions et pays (peu carboné en France, Suisse, Norvège, Suède pour l'Europe) ;
- les échanges transfrontaliers entre les pays rendent délicat l’établissement de valeurs « nationales » de contenu CO2, valeurs souhaitées pour des raisons politiques alors qu'elles ne font que rarement sens d'un point de vue physique ;
- enfin, les politiques commerciales des fournisseurs d'électricité peuvent s'écarter des critères scientifiques.

L'empreinte carbone de l'électricité comprend en particulier celle du numérique, qui s'élève, selon l'association française The Shift Project, à 2,5 % des émissions mondiales en 2013 et à 3,7 % des émissions mondiales en 2018, donc est en forte croissance. C'est plus que celle du trafic aérien.
L'Agence internationale de l'énergie envisage entre autres, pour décarboner l'électricité, la séquestration du CO2.
Cet article présente la diversité des méthodes d’évaluation du contenu en CO2 de l’électricité et leur domaine de validité, évitant ainsi un historique complexe.

## Définitions

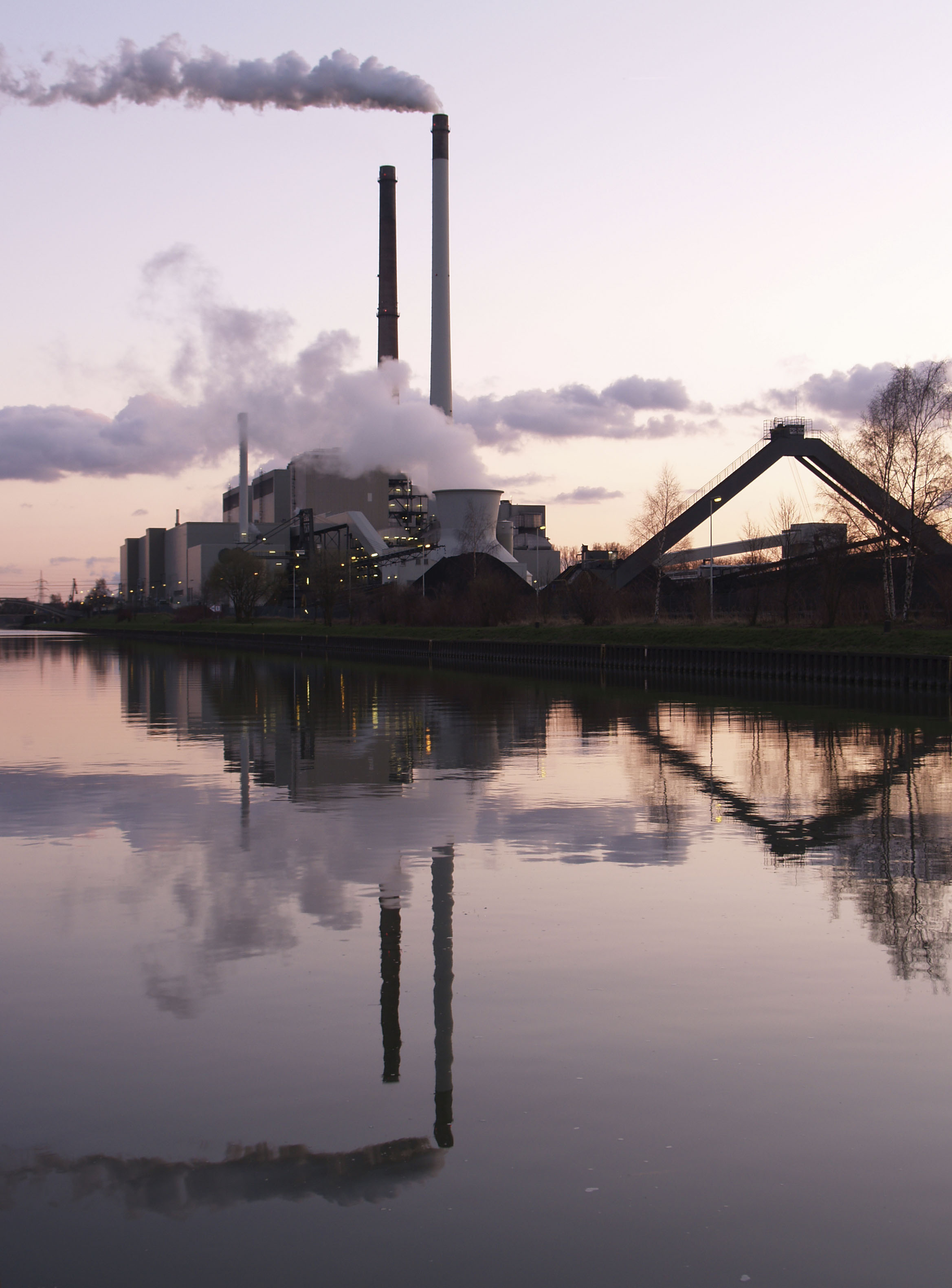
Centrale de production électrique à base de charbon (Datteln, Allemagne). Ce type de centrale peut émettre environ 1000 g/kWh.

Les facteurs d’émission et les contenus CO2 de l’électricité peuvent être définis de différentes manières, suivant les émissions auxquelles on s’intéresse et les périmètres pris en compte : à la production ou à la consommation, à l’échelle d’un producteur ou d’un pays.
Le « facteur d’émission du kilowatt-heure produit par une filière donnée » est défini comme le rapport des émissions de CO2 par la quantité d’électricité produites en sortie des équipements rattachés à cette filière (charbon, hydraulique, nucléaire, éolienne...). Sous réserve de l’incertitude introduite par la production combinée de chaleur et d’électricité, les émissions directes sont des grandeurs mesurables et vérifiables. En revanche, le complément correspondant à l’approche par analyse du cycle de vie (ACV) donne souvent lieu à débat.
Par exemple, la base de données de l'Agence de l'environnement et de la maîtrise de l'énergie (ADEME) estime le facteur d'émission du nucléaire en France à 10 grammes d'équivalent CO2 par kilowatt-heure (gCO2éq/kWh)), comparés à 7 g ±50 % pour l'éolien et à 56 g pour le solaire photovoltaïque, ces dernières estimations ne tenant pas compte de leur intermittence et des centrales à flamme qu'elle induit. Une autre méthode d'ACV, l'Economic Input-Output Life Cycle Assessment (EIO), intègre un bilan carbone a priori plus réaliste[réf. nécessaire] car incluant les émissions « grises » (indirectes et associées, notamment liées à la fabrication de composants complexes de haute spécification non fabriqués en série). Par exemple, par la mesure du coût, elle prend en compte que l'approvisionnement en acier « de qualité nucléaire » (bien plus cher) traduit une matière première à empreinte carbone plus élevée. Hondo en 2005 a associé l'EIO à une analyse classique et a conclu à des émissions de 24,2 gCO2éq/kWh pour le cycle nucléaire (soit un score carbone bien plus élevées que les 3,48 gCO2éq/kWh donnés par Vattenfall en 2004 sur la base de ratios habituels appliqués aux seuls effets directs d'une centrale nucléaire), mais bien meilleures que celles des combustibles fossiles : charbon - 975,2, pétrole - 742,1, GNL - 607,6 et LNGCC – 518,8.
| Filières            | Médiane d'émissions issue du rapport du GIEC (2014), | D’après la « Base Carbone » ADEME (juin 2013) | Rapport l'université de Stanford (2009) | Rapport de l'université de Singapour (2008) |
| ------------------- | ---------------------------------------------------- | --------------------------------------------- | --------------------------------------- | ------------------------------------------- |
| Nucléaire           | 12                                                   | 6                                             | 9 à 70                                  | 66                                          |
| Charbon             | 820                                                  | 1038                                          |                                         | 960 à 1050                                  |
| Gaz                 | 490                                                  | 406                                           |                                         | 443 à 611                                   |
| Fioul               |                                                      | 704                                           |                                         | 778                                         |
| Hydraulique retenue | 24                                                   | 4                                             | 17 à 22                                 | 10                                          |
| Photovoltaïque      | 41 à 48                                              | 55                                            | 19 à 59                                 | 32                                          |
| Éolienne            | 11 à 12                                              | 7,3                                           | 2,8 à 7.4                               | 9                                           |
| Géothermie          | 38                                                   | 45                                            | 15,1 à 55                               | 38                                          |
| Biomasse            | 230                                                  |                                               |                                         | 14 à 31                                     |
| Solaire thermique   | 27                                                   |                                               |                                         | 13                                          |
| Biogaz              |                                                      |                                               |                                         | 11                                          |

L'écart important entre les trois sources quant au contenu CO2 moyen du kilowatt-heure nucléaire s'explique pour l'essentiel par le poids prépondérant de l'investissement initial et de la grosse maintenance dans l'analyse du cycle de vie et par le contexte national dans lequel ces activités se déroulent : dans des pays où la production électrique est largement décarbonée (France, Suède), le contenu CO2 de la construction d'une centrale nucléaire est beaucoup plus faible que dans les pays où l'électricité est produite surtout à partir de charbon (Chine, États-Unis, Inde, Japon) : l'étude de l'ADEME se réfère aux conditions françaises alors que les deux autres concernent surtout les conditions américaines ; de plus, ces études sont anciennes (2008 pour l'étude de B. Sovacool, de l'université de Singapour, qui par ailleurs n'est pas conforme aux normes ACV).
Le facteur d’émission moyen du kilowatt-heure produit est le contenu CO2 moyen du kWh électrique produit par l’ensemble des moyens de production rattachés à un producteur (EDF, RWE...) ou à un territoire (France, Allemagne, Europe...).
| Producteur        | Émissions directes | Production (TWh) |
| ----------------- | ------------------ | ---------------- |
| Statkraft         | 12                 | 66               |
| Groupe E.ON       | 32                 | 53               |
| Groupe EDF        | 72                 | 608              |
| Groupe Vattenfall | 195                | 119              |
| Groupe Engie      | 299                | 149              |
| Groupe ENEL       | 395                | 146              |
| Uniper            | 99                 | 438              |
| Groupe RWE        | 709                | 208              |
| 23 groupes        | 275                | 2000             |

Le contenu CO2 moyen du kilowatt-heure livré ou consommé est relatif aux émissions imputables à la consommation électrique dans un territoire donné. Il prend en compte le contenu CO2 du mix de production, les importations et les consommations des réseaux de transport et de distribution nécessaires pour couvrir la consommation.
Le contenu CO2 du kilowatt-heure par usage correspond à la décomposition du contenu CO2 moyen de kWh consommé selon différents usages. Comme il n’est pas possible de distinguer physiquement le rôle joué par chacun des moyens de production à la satisfaction de tel ou tel usage, les moyens de production étant à tout instant mutualisés pour satisfaire l’ensemble des appels, cette décomposition repose sur des méthodes conventionnelles d’allocation. Il s’ensuit des débats sur la façon d’effectuer cette répartition. Ces débats ne sont pas aujourd’hui clos. Un accord a été trouvé sur la façon de déterminer, en historique, les contenus par usage afin de dresser des bilans, mais des oppositions subsistent sur la façon de les calculer en prospectif, l’idée étant de distinguer, pour l’avenir, les usages vertueux sur le plan des émissions de gaz à effet de serre de ceux qui ne le seraient pas.
La méthode convenue « en historique » et le contenu des débats actuels sur la détermination des contenus en prospectif sont expliqués ci-dessous.

## ContenusCO2du kilowatt-heure en historique

### Facteurs d’émission moyens en historique
Selon l’étude publiée annuellement par PwC France et Enerpresse, les facteurs d’émission moyenne de CO2 par kilowatt-heure produit en Europe baissent régulièrement depuis 2001 ; en 2016, ils baissent de 11 % du fait de la diminution de la part des sources d’énergie fortement carbonées pour 78 %, et pour 22 % de la hausse des énergies renouvelables dans le mix électrique : hydraulique, solaire, éolien, etc. Le facteur d’émission moyen des 23 principaux groupes européens du domaine de l’électricité est passé de 377 g de CO2/kWh en 2007 à 275 g de CO2/kWh en 2016 (-27 %). Le groupe EDF a un poids très important : 30,4 % de la production, 7,3 % des émissions de CO2, facteur carbone de 72 g de CO2/kWh ; sans EDF, le facteur carbone européen du panel serait plus élevé de 32 %, passant à 365 kg CO2/MWh.
En France, selon le bilan électrique 2014 de RTE, le facteur carbone moyen du kWh produit sur le territoire national s'est élevé en 2014 à 35,2 g de CO2/kWh, ce qui est très faible au regard de la moyenne européenne et a fortiori mondiale. Ce résultat est dû pour l’essentiel à l’importance du nucléaire dans la production nationale (77 %). La baisse du volume total des émissions observée en 2014 (-41 % par rapport à 2013) est liée également à la forte baisse de la production thermique fossile du fait de la douceur des températures hivernales et à la bonne disponibilité du parc nucléaire.

### ContenusCO2par usage
En 2005, l’ADEME et EDF sont convenus de calculer des contenus historiques par usage en utilisant une méthode dite « méthode saisonnalisée »  s'appuyant sur un découpage saisonnier des consommations et de la production, justifié par le constat que la consommation d'électricité présente une variation saisonnière caractéristique entre l'été et l'hiver. Les 500 TWh de consommation d'électricité française sont répartis en 400 TWh de consommation de base, c'est-à-dire ayant le même niveau toute l'année, et 100 TWh de consommation saisonnière répartie sur la période hivernale. Le même calcul est réalisé sur les émissions de CO2 de la production, avec 16 Mt de CO2 sur la partie de base et 18 Mt de CO2 sur la partie saisonnière. Il est alors possible de calculer deux contenus CO2 en fonction de la saisonnalité : 180 gCO2eq/kWh pour les usages saisonniers et 40 gCO2eq/kWh pour les usages de base. Le calcul détaillé par usage est réalisé sur la base d'un taux de saisonnalité, par exemple :
- l'usage réfrigération résidentiel est stable toute l'année, son contenu CO2 moyen est donc de 40 gCO2eq/kWh ;
- l'usage industrie présente une légère saisonnalité, sa consommation est 10 % supérieur en hiver par rapport à l'été, son contenu CO2 moyen est donc de 90 % x 40 + 10 % x 180 = 54 gCO2eq/kWh ;
- l'usage chauffage est exclusivement saisonnier, son contenu CO2 moyen est donc de 180 gCO2eq/kWh.

Cette méthode a été actualisée et affinée en 2011 dans le cadre du Comité de gouvernance de la Base Carbone et a donné lieu à la publication par l'ADEME d’un rapport « Évaluation du contenu en dioxyde de carbone (CO2) des différents usages de l'électricité distribuée en France métropolitaine entre 2008 et 2010 ». Ce rapport sert de base aux contenus CO2 par usage publiés dans la Base Carbone.
Les calculs menés conformément à la norme ISO 14069 et aux recommandations du GHG Protocol conduisent aux résultats suivants pour les neuf usages identifiés dans l’étude :
| Usage                                    | Émissions directes (Scope 1) | Amont des combustibles (inclus enrichissement) et transports / distribution (Scope 2 & scope 3) | Contenu « complet » |
| ---------------------------------------- | ---------------------------- | ----------------------------------------------------------------------------------------------- | ------------------- |
| Moyenne                                  | 55                           | 26                                                                                              | 81                  |
| Chauffage                                | 181                          | 32                                                                                              | 213                 |
| Résidentiel : ECS                        | 42                           | 16                                                                                              | 58                  |
| Résidentiel : éclairage résidentiel      | 93                           | 22                                                                                              | 115                 |
| Résidentiel : lavage, froid, bruns, gris | 42                           | 17                                                                                              | 59                  |
| Résidentiel : cuisson                    | 57                           | 18                                                                                              | 75                  |
| Éclairage public et industriel           | 72                           | 20                                                                                              | 92                  |
| Industrie                                | 34                           | 15                                                                                              | 49                  |
| Transport                                | 33                           | 16                                                                                              | 49                  |
| Autres (tertiaire, agriculture...)       | 34                           | 16                                                                                              | 50                  |

Ces résultats ont été reconnus comme ayant vocation à être utilisés dans la partie « historique » des bilans d’émission de gaz à effet de serre. En revanche, ils n’ont pas vocation à être utilisés pour rendre compte de l’impact en termes d’effet de serre lors de l’évaluation de projets car ces facteurs d’émissions ne traduisent pas l’impact sur le système électrique d’une action future mais uniquement l’impact historique. Un travail sur ce volet a été entrepris en 2012 mais n’est pas à ce jour[Quand ?] achevé.

## Contenus prospectifs enCO2par kilowatt-heure

### Facteurs d’émission moyens en prospective
Il est possible d'effectuer un calcul prospectif du facteur d’émission moyen du kWh produit, sur la base de scénarios d’évolution de la demande et du parc de production apte à y répondre.
Le RTE a élaboré en 2014 quatre scénarios d’évolution possible du système électrique français à l'horizon 2030. Les scénarios à long terme ont vocation à explorer les variations plausibles du mix énergétique national et prennent en compte deux évolutions significatives depuis le Bilan prévisionnel 2012 publié par le RTE :
- la révision à la baisse des perspectives d’évolution de la consommation d’électricité du fait de la morosité économique et de la pénétration toujours plus forte de l’efficacité énergétique des bâtiments et des équipements à renouvellement rapide ;
- le cadre instauré par le projet de loi relatif à la transition énergétique pour la croissance verte, qui limite la capacité nucléaire à 63,2 GW et fixe de nouveaux objectifs pour 2030 : 50 % de la production annuelle d’origine nucléaire et des productions renouvelables annuelles égales à 40 % de la consommation d'électricité.

Les chiffres-clés de ces scénarios sont récapitulés ci-dessous en ce qui concerne la production d’électricité et les émissions de CO2 qui en résultent.
| Scénario                                             | Chiffres 2013 | Scénario A (croissance faible) | Scénario B (croissance forte) | Scénario C (diversification) | Scénario D (nouveau mix) |
| ---------------------------------------------------- | ------------- | ------------------------------ | ----------------------------- | ---------------------------- | ------------------------ |
| Production nationale en TWh                          | 549.7         | 553.9                          | 625.9                         | 550.4                        | 516.0                    |
| dont solde exportateur                               | (49.2)        | (99.4)                         | (73.1)                        | (43.0)                       | (26.3)                   |
| Émissions de CO2 (Mt)                                | 32.2          | 19.0                           | 15.4                          | 31.4                         | 24.1                     |
| Facteur d’émission à la production (en g de CO2/kWh) | 58.1          | 34.3                           | 24.6                          | 57.0                         | 46.7                     |

On constate que, hormis dans le scénario C, dans lequel le retrait du nucléaire n’est que partiellement compensé par les énergies renouvelables, les émissions de CO2 à la production sont en diminution, en valeur absolue comme en facteur d’émission, quel que soit le scénario envisagé. On rappelle qu’en 2014, du fait de circonstances favorables, le taux d’émission est tombé à 35,2 g de CO2/kWh.

### Contenus prospectifs par usage
Les contenus prospectifs par usage de l’électricité sont supposés refléter l’impact sur les émissions de CO2 que peut avoir le développement des différents usages de l’électricité. La façon de répondre à cet objectif ne fait pas consensus au début de l’année 2015. À la lecture des travaux publiés ces dernières années sur le sujet, se dégagent deux grandes familles de méthodes pour parvenir à évaluer un contenu par usage :
- les méthodes marginales héritées des théories du calcul marginal en économie ;
- les méthodes proportionnelles, notamment la méthode saisonnalisée développée par EDF et l’ADEME et la méthode proportionnelle intégrale.

### Méthodes marginales
Les méthodes marginales d'allocation des émissions de CO2 ont été développées par analogie à la notion de coût marginal en économie. L’une des difficultés du calcul marginal est de décrire correctement les phénomènes à la marge et en particulier de déterminer quand les évolutions deviennent structurelles. Ceci a conduit à deux types d’approche :
- les méthodes marginales de court terme ;
- les méthodes marginales en développement ou incrémentales.

#### Méthodes marginales de court terme
L'expression mathématique du contenu CO2 marginal par rapport aux émissions totales {\displaystyle E_{t}} et à la consommation totale {\displaystyle C_{t}} s'écrit:
{\displaystyle CO2_{m}={\frac {dE_{T}}{dC}}}
En pratique, le fonctionnement du parc électrique repose sur l'empilement des moyens de production à coût marginal court terme (égal au coût d'exploitation) de production croissant : les moyens de production les moins coûteux sont appelés en premier puis successivement les moyens de production de plus en plus coûteux jusqu'à l'équilibre offre-demande. Ainsi, les productions fatales (éolien, hydraulique au fil de l'eau, photovoltaïque...) sont nécessairement appelées par définition, puis viennent les centrales nucléaires et enfin les centrales thermiques et l'hydraulique de pointe. À partir des données de production et des conditions économiques, il est donc possible d'évaluer le moyen de production appelé en dernier qui a réalisé l'ajustement marginal heure par heure, donc le moyen susceptible de réagir à une petite augmentation ou à une petite diminution de la demande.
En France, cette notion a par exemple été utilisée dans une note ADEME publiée en 2000[réf. nécessaire] pour calculer la marginalité thermique mensuelle, c'est-à-dire la durée pendant laquelle l'ajustement marginal est assuré par les moyens thermiques, émetteurs directs de CO2 :
| Mois                 | Janvier | Février | Mars | Avril | Mai  | Juin | Juillet | Août | Septembre | Octobre | Novembre | Décembre |
| -------------------- | ------- | ------- | ---- | ----- | ---- | ---- | ------- | ---- | --------- | ------- | -------- | -------- |
| % de marginalité     | 82 %    | 78 %    | 51 % | 60 %  | 43 % | 52 % | 41 %    | 50 % | 62 %      | 76 %    | 70 %     | 77 %     |
| Contenu CO2 marginal | 741     | 704     | 458  | 543   | 389  | 470  | 370     | 455  | 561       | 686     | 631      | 693      |

À partir de l'évaluation du contenu marginal horaire ou mensuelle et du profil de consommation d'un usage, il est possible d'établir un contenuCO2 marginal différencié par usage. Ainsi, les valeurs proposées par l'ADEME et RTE dans une note de travail interne et non validé datant d’octobre 2007, différencient-elles trois usages :
- le chauffage électrique avec un contenu CO2 marginal compris entre 500 et 600 gCO2eq/kWh ;
- les usages de pointe avec un contenu CO2 marginal compris entre 600 et 700 gCO2eq/kWh ;
- les usages de base avec un contenu CO2 marginal compris entre 450 et 550 gCO2eq/kWh.

La notion de contenu marginal correspond à la notion d'operational margin utilisée pour évaluer l'impact des projets de réduction des émissions de gaz à effet de serre dans le cadre du protocole de Kyoto dans différents pays. Ainsi, des guides permettent-ils des évaluations selon les données locales disponibles, comme le guide publié par l'OCDE.
Le contenu marginal peut également être appliqué pour les productions électriques, notamment les productions éoliennes ou photovoltaïques. En effet, une production électrique nouvelle a le même effet qu'une diminution de la consommation sur le parc de production. Elle revient à moins solliciter le parc déjà installé, cet ajustement s'opérant en premier sur le moyen de production dont le coût marginal court terme est le plus élevé. Les méthodes marginales permettent donc d'évaluer aussi bien les effets des variations de consommation que les effets d'une nouvelle production, aux pertes de transport et de distribution près.
Le contenu marginal à court terme a cependant le défaut de ne pouvoir rendre compte que d'ajustements très limités de la consommation ou de la production. Par ailleurs, comme le parc de production est géré en fonction de l'ordre de mérite des centrales et non de leur facteur d’émission (il  faudrait pour cela un prix du CO2 très supérieur à celui de 5 ou 6 €/t auquel il se situe depuis plusieurs années), le contenu en CO2 des moyens de production appelés à la marge peut varier de façon erratique au cours d’une même journée, ce qui conduit à une instabilité très forte dans les résultats des calculs marginaux de court terme.

### Méthodes marginales en développement ou incrémentales
L'approche incrémentale se propose d'évaluer les conséquences d'un changement dans le parc de production, dû par exemple à une variation relativement importante d’usage de l’électricité. L'expression mathématique du contenu CO2 incrémental par rapport aux émissions totales {\displaystyle E_{t}} et à la consommation totale {\displaystyle C_{t}} s'écrit
{\displaystyle CO2_{i}={\frac {\triangle E_{T}}{\triangle C}}}
En général, les hausses de demande sont étudiées de façon à prévoir les investissements nécessaires pour compléter le parc existant une fois arrivé à saturation et ainsi garantir l'équilibre offre-demande. Les investisseurs ont intérêt à investir dans les moyens de production qui minimisent le coût marginal long terme de production (coût complet). En prenant des hypothèses sur les coûts d'investissements, par exemple ceux proposés pour la France par la DGEC dans sa publication sur les coûts de référence de la production électrique, et des hypothèses sur le prix des énergies, il est possible d'évaluer les moyens à mettre en place en fonction des profils de consommation par usage.
En France, EDF avait proposé à l'ADEME de travailler sur une telle méthode dans la note publiée en 2000, sans donner suite. Il faut revenir à une réponse d'EDF datée de 1988 envoyée à la suite d'une étude de la DGEMP attaquant le cadre économique de développement du chauffage électrique pour trouver les premiers éléments d'une méthode incrémentale, limitée alors au chauffage électrique : « en termes d'énergie annuelle, 1 kW de chauffage électrique utilise 2540 kWh par an qui se décomposent en : 35 % de kWh nucléaire (900 kWh), 59 % de kWh charbon (1 500 kWh), 6 % de kWh fioul ({{unité[140 kWh}}) ». En se basant sur les contenus CO2 par filière publiée par EDF, le contenu CO2 du chauffage électrique calculé sur ce mix de production serait au moins de 629 gCO2eq/kWh.
Gaz de France a proposé en 2007 une approche similaire avec un mix de production actualisé, prenant en compte notamment les cycles combinés gaz naturel qui connaissent un développement important actuellement. Le mix proposé pour l'usage chauffage est de : « 67 % de gaz naturel (50 % de cycles combinés, 17 % de turbines à combustion), 10 % de fioul (turbines à combustion), 13 % de charbon, 10 % de nucléaire ». D'où un contenu CO2 de l’électricité pour l’usage chauffage de l’ordre de 608 gCO2eq/kWh.
Les méthodes incrémentales permettent d'évaluer les implications long terme et structurelles d'évolution de la demande. Elles doivent être utilisées de préférence au calcul marginal de court terme pour l'évaluation de projets dont l'effet sur le parc électrique est important et peut se ressentir sur la durée.

### Méthodes proportionnelles

#### Aperçu général
Les partisans des méthodes proportionnelles font valoir que si un calcul marginal bien conduit est approprié pour déterminer l’impact d'une action donnée ou d'une stratégie par rapport à une autre, il est inadapté pour dresser une comptabilité carbone par usage, en termes de budget, de trajectoire, de tableaux de bord et de bilan.
Une analogie peut être faite avec la comptabilité d’entreprise : le calcul marginal peut aider à prendre des décisions (d'investissement par exemple) mais la comptabilité d'une entreprise et l'appréciation de sa situation se font sur la base de coûts et de prix moyens. L’application d’une méthode marginale pour la détermination des contenus CO2 par usage conduit à des résultats où les émissions totales ne sont pas égales à la somme des émissions par usage (non additivité). Cette façon de procéder conduit également à des résultats par usage dépendant de l’ordre dans lesquels on effectue le calcul marginal pour chacun de ces usages (non commutativité). 
Par ailleurs, la mutualisation résultant de la mise en réseau interdit de considérer que le moyen marginal nécessaire pour satisfaire une consommation supplémentaire est lié de façon durable et exclusive à cette demande additionnelle qui, une fois satisfaite, ne se distingue plus des autres consommations similaires. En d'autres termes, si le calcul marginal permet de caractériser l'impact d'une action ou d'une stratégie sur le système électrique, il est abusif de considérer que le rapport entre cet impact et la variation éventuelle des kWh consommés peut être assimilé à un contenu en CO2 caractérisant l'usage considéré. Des actions, telles que le recours accru à des énergies renouvelables (solaire ou éolienne), n'ont aucune incidence sur le nombre de kWh consommés et les ratios du calcul marginal deviennent pour elles infinis. On peut également facilement bâtir des exemples où la même action conduit à des contenus CO2 pour l’usage considéré qui, s'ils sont calculés selon une méthode marginale, vont être, selon le contexte, négatifs ou positifs.
Les partisans des méthodes proportionnelles vont valoir en outre qu'elles sont facilement transposables en prospectif, dès lors que l'on sait décrire avec suffisamment de précision l'évolution du système électrique à un horizon donné. L'identité entre la méthode utilisée pour établir des budgets et celle retenue pour dresser les bilans permet d'assurer un suivi cohérent d'une stratégie bas-carbone, sans rupture de continuité lorsqu'une échéance est atteinte et que le budget laisse la place au bilan.
Deux méthodes proportionnelles ont été proposées début 2015 lors d'un séminaire organisé par l’ADEME à Paris le 8 janvier 2015.

#### Méthode saisonnalisée par usage, étendue en prospectif
Cette méthode, présentée par EDF, est identique à la méthode saisonnalisée utilisée en historique mais repose sur un scénario prospectif de consommation et de production.
La consommation annuelle de chaque usage est décrite mois par mois comme la somme d’une consommation en base, constante sur l’année (correspondant au minimum annuel de consommation) et de la consommation complémentaire, dite saisonnalisée.
Le scénario de production décrit mois par mois la production de chaque filière de production comme la somme d’une production dite de base, constante sur l’année (correspondant au minimum annuel de production de la filière) et d’une production dite saisonnalisée correspondant au complémentaire. Le scénario retenu pour 2030 est le scénario « nouveau mix » qui est conforme aux orientations de la loi sur la transition énergétique. Les productions nucléaire et hydraulique représentent 95 % de la production base et représentent également la plus grande partie de la production saisonnalisée, à hauteur de 65 %. Les productions charbon, fioul et gaz représentent moins 3 % de la production base et 30 % de la production saisonnalisée, de façon qu’au total le bilan carbone du système électrique ne soit à aucun moment dégradé.
Le tableau ci-dessous présente les résultats auxquels conduit la méthode à l’horizon 2030. 
| Utilisation                   | Hors ACV | Avec ACV> |
| ----------------------------- | -------- | --------- |
| Chauffage                     | 82       | 107       |
| Eclairage résidentiel         | 61       | 83        |
| Eclairage public              | 56       | 77        |
| Usages résidentiels : cuisson | 53       | 73        |
| Usages résidentiels : froid   | 49       | 69        |
| Usages industriels            | 47       | 67        |
| Usages résidentiels : ECS     | 52       | 72        |
| Usages résidentiels : autres  | 46       | 66        |
| Transports                    | 47       | 66        |

Ces résultats peuvent être rapprochés des contenus CO2 par usage, calculés à partir d’une approche historique, qui sont retenus actuellement dans la Base Carbone (cf. tableau ci-dessus des contenus CO2 par usage de l'électricité pour la France en 2013). La baisse des contenus par usage qui est ainsi observée s’explique par la décarbonation du mix électrique encore plus poussée qu'aujourd’hui qui résultera de la mise en œuvre de la loi sur la transition énergétique (disparition du charbon et accroissement de la part des renouvelables).

#### Méthode proportionnelle intégrale
Lors du même séminaire de l’ADEME, l’association Équilibre des Énergies a proposé une version alternative à la méthode saisonnalisée fondée sur la constatation qu'à un instant donné, les électrons sont indiscernables sur le réseau et que par conséquent, en se plaçant au niveau d'un point de consommation donné, il est légitime de considérer que la puissance qui y est fournie provient de chacun des moyens de production selon une clef de répartition identique à la part que prend chacun de ces moyens de production dans la puissance injectée dans le réseau. 
Cette méthode, dite « proportionnelle intégrale », conduit normalement à introduire un pas de temps aussi fin que possible, et en tout état de cause très inférieur au mois, et à considérer l'ensemble des filières de production mobilisables au lieu de les classer en deux catégories seulement (« pointe » et « saisonnalisée »). 
Les usages se différencient par le profil de leur courbe de charge au cours de l'année mais, à la différence de la méthode saisonnalisée, la méthode proportionnelle intégrale permet de prendre en compte les complémentarités qui peuvent exister entre différents usages (par exemple entre le conditionnement de locaux tertiaires et le chauffage de logements).
Les méthodes proportionnelles permettent ainsi d'assurer la cohérence entre les horizons passé et futur. Elles permettent d'établir des trajectoires et des tableaux de bord permettant de mettre en évidence des écarts éventuels par rapport à la trajectoire visée. Les mesures correctives à prendre éventuellement peuvent s'appuyer sur ces écarts et sur tout l'arsenal de mesure (réglementaire, fiscal, normatif…) dont dispose l'action publique.

### Domaines d'utilisation
En résumé, les différentes méthodes permettent une analyse complète des effets des consommations électriques sur les émissions de gaz à effet de serre, à la condition de les utiliser à bon escient :
- l’approche marginale de court terme permet d’évaluer l’impact d’une action unitaire marginale d’ampleur limitée. L’approche incrémentale permet de comparer entre elles deux stratégies, notamment en ce qui concerne leur impact sur les émissions, mais sans que l’on puisse en inférer de résultats sur les contenus par usage ;
- les méthodes proportionnelles permettent d'établir des budgets et des bilans à l'échelle des consommations d'un secteur ou d'un territoire ; il est alors possible d’en déduire des trajectoires et d’établir des tableaux de bord.

Il existe des liens entre les résultats issus de chacune de ces approches. La connaissance des contenus proportionnels permet de calculer des impacts ou incidences. En revanche, les calculs marginaux ne donnent un éclairage relatif qu'à un instant donné dans un contexte donné.